# Cravinhos (kommun)
Cravinhos är en kommun i Brasilien.   Den ligger i delstaten São Paulo, i den sydöstra delen av landet, 600 km söder om huvudstaden Brasília. Antalet invånare är 31 688.
Följande samhällen finns i Cravinhos:
- Cravinhos

Trakten runt Cravinhos består till största delen av jordbruksmark. Runt Cravinhos är det ganska tätbefolkat, med 100 invånare per kvadratkilometer.